# Route nationale 773
Die Route nationale 773, kurz RN 773 oder N 773 war eine französische Nationalstraße, die in drei Teilen zwischen Gaël und der Route nationale 771 bei Donges verlief. Ihre Gesamtlänge betrug 91 Kilometer.